# Martyrs de Corée
Les martyrs de Corée sont des martyrs victimes des persécutions religieuses envers l'Église catholique qui ont eu lieu pendant le XIXe siècle en Corée au temps de la dynastie Joseon. Au moins huit mille fidèles furent tués pendant cette période de persécution.
103 d'entre eux sont canonisés le 6 mai 1984 par Jean-Paul II. Ils sont appelés « les 103 martyrs de Corée », ou « André Kim Taegon, Paul Chong Hasang et leurs 101 compagnons ». Fête le 20 septembre.
124 autres sont béatifiés le 16 août 2014 par le pape François. Ils sont appelés « les 124 martyrs de Corée », ou « Paul Yun Ji-chung et ses 123 compagnons ». Fête le 8 décembre.

## Histoire
La foi catholique a commencé à se répandre en Corée vers la fin du XVIIIe siècle, par la lecture de livres catholiques écrits en langue chinoise. Les communautés catholiques dynamiques étaient presque entièrement dirigées par des laïcs jusqu'à l'arrivée des premiers missionnaires français en 1836.
L'Église catholique en Corée a souffert de violentes persécutions en 1839, 1846 et 1866, pour la raison principale du refus du culte des ancêtres, considéré comme une forme d'idolâtrie, que l'État prescrivait comme partie intégrante de la culture du pays.
Ces persécutions ont fait au moins huit mille martyrs, dont la grande majorité étaient des laïcs.
Soixante-dix-neuf martyrs de Corée ont été béatifiés en 1925, puis vingt-quatre autres en 1968. Tous ont été canonisés le 6 mai 1984 par le pape Jean-Paul II. Contrairement à la tradition, la cérémonie a eu lieu à Séoul et non pas à Rome.
Ils sont fêtés le 20 septembre. Actuellement la Corée est le quatrième pays du monde, pour le nombre de saints reconnus par l'Église catholique.
Le massacre des missionnaires a donné lieu à une expédition punitive contre le Régent de Corée par une force navale française placée sous le commandement du contre-amiral Pierre-Gustave Roze.

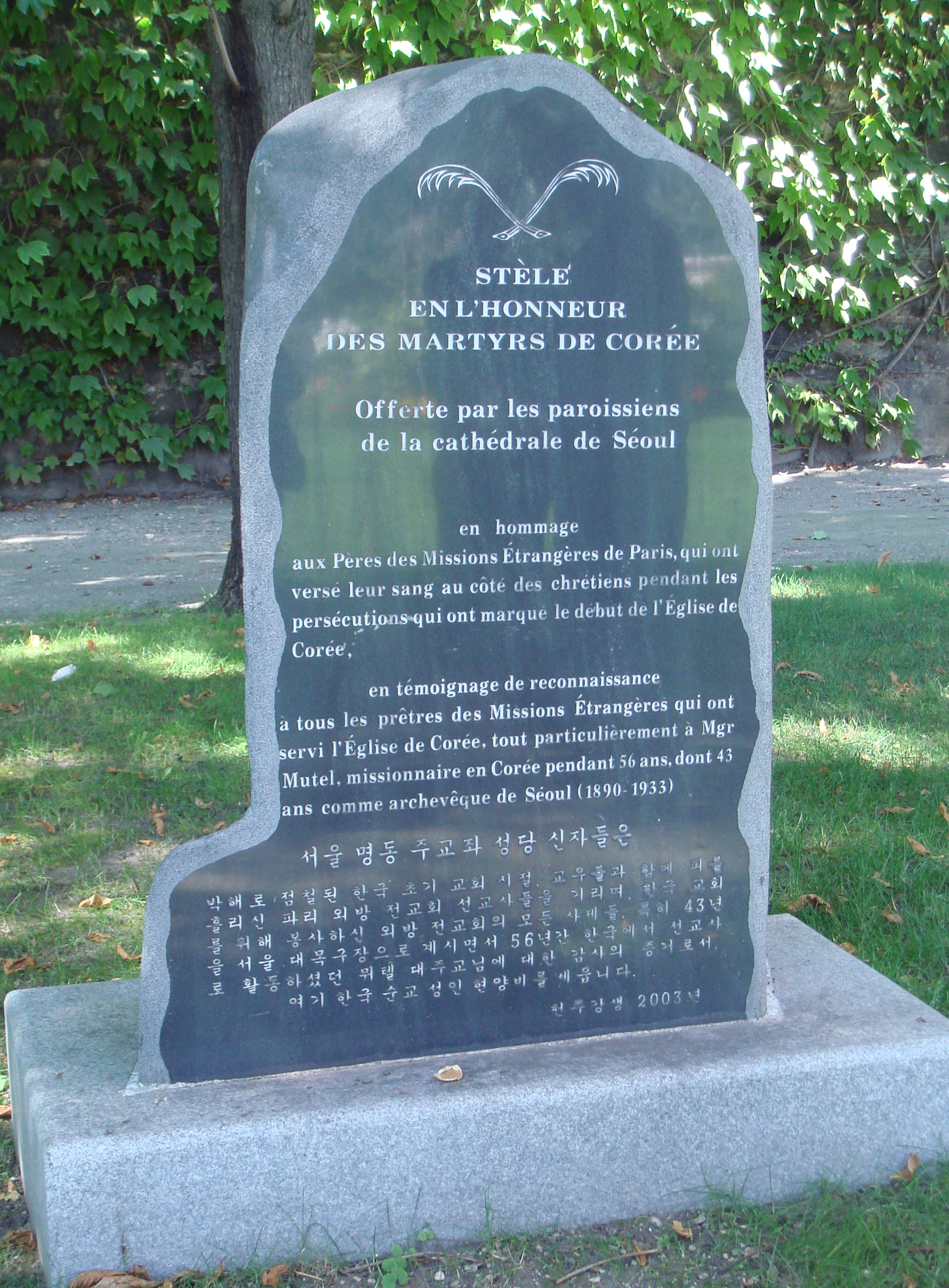
Stèle en l'honneur des membres des Missions Étrangères de Paris, martyrs en Corée.

## Liste des saints canonisés en 1984

### Évêques
- Laurent Imbert[5]
- Siméon-François Berneux[6]
- Antoine Daveluy

### Sept prêtres missionnaires français
Tous membres des Missions étrangères de Paris: 
- Louis Beaulieu
- Pierre Aumaître
- Martin-Luc Huin
- Just de Bretenières[1]
- Jacques Chastan
- Pierre-Henri Dorie[7]
- Pierre Maubant

### Le premier prêtre coréen
- André Kim Taegon

### Vingt catéchistes
- Jean Yi Yun-il (paysan, père de famille),
- André Chong Hwa-gyong (1807-1840),
- Étienne Min Kuk-ka (étranglé à Séoul en 1840),
- Paul Ho Hyob, soldat (c. 1795-1840),
- Augustin Pak Chong-won,
- Pierre Hong Pyong-ju,
- Paul Hong Yong-ju,
- Joseph Chang Chu-gi (décapité),
- Thomas Son Cha-son,
- Luc Hwang Sok-tu (décapité),
- Damien Nam Myong-hyog,
- Francois Ch’oe Kyong-hwan,
- Charles Hyon Song-mun,
- Laurent Han I-hyong,
- Pierre Nam Kyong-mun,
- Augustin Yu Chin-gil,
- Pierre Yi Ho-yong,
- Pierre Son Son-ji,
- Bénédicte Hyon Kyong-nyon,
- Pierre Ch’oe Ch’ang-hub.

### Soixante-douze laïcs
Il y parmi eux des jeunes de treize à dix-sept ans.
- Paul Chong Hasang,
- Agathe Yi,
- Marie Yi In-dog,
- Barbe Yi,
- Marie Won Kwi-im,
- Thérèse Kim Im-i,
- Colombe Kim Hyo-im,
- Madeleine Cho,
- Élisabeth Chong Chong-hye, vierges ;
- Thérèse Kim,
- Barbara Kim,
- Suzanne U Sur-im,
- Agathe Yi Kan-nan,
- Madeleine Pak Pong-son,
- Perpétue Hong Kum-ju,
- Catherine Yi,
- Cécile Yu So-sa,
- Barbara Cho Chung-i,
- Madeleine Han Yong-i, veuves ;
- Madeleine Son So-byog,
- Agathe Yi Kyong-i,
- Agathe Kwon Chin-i,
- Jean Yi Mun-u,
- Barbara Choe Yong-i,
- Pierre Yu Chong-nyul,
- Jean-Baptiste Nam Chong-sam,
- Jean-Baptiste Chon Chang-un,
- Pierre Ch’oe Hyong,
- Marc Chong Ui-bae,
- Alexis U Se-yong,
- Antoine Kim Song-u,
- Protais Chong Kuk-bo,
- Augustin Yi Kwang-hon,
- Agathe Kim A-gi,
- Madeleine Kim O-bi,
- Barbe Han A-gi,
- Anne Pak A-gi,
- Agathe Yi So-sa,
- Lucie Pak Hui-sun,
- Pierre Kwon Tu-gin,
- Joseph Chang Song-jib,
- Madeleine Yi Yong-hui,
- Thérèse Yi Mae-im,
- Marthe Kim Song-im,
- Lucie Kim,
- Rose Kim,
- Anne Kim Chang-gum,
- Jean-Baptiste Yi Kwang-nyol,
- Jean Pak Hu-jae,
- Marie Pak Kun-agi,
- Barbe Kwon-hui,
- Barbara Yi Chong-hui,
- Marie Yi Yon-hui,
- Agnès Kim Hyo-ju,
- Catherine Chong Ch’or-yom,
- Joseph Im Ch’i-baeg,
- Sébastien Nam I-gwan,
- Ignace Kim Che-jun (Décapité en 1839, père d'Andre Kim Taegon),
- Charles Cho Shin-ch’ol,
- Juliette Kim,
- Agathe Chon Kyong-hyob,
- Madeleine Ho Kye-im,
- Lucie Kim Nusia,
- Pierre Yu Taech’ol,
- Pierre Cho Hwa-so,
- Pierre Yi Myong-so,
- Barthélemy Chong Mun-ho,
- Joseph-Pierre Han Chae-Kwon,
- Pierre Chong Won-ji,
- Joseph Cho Yun-ho,
- Barbe Ko Sun-i,
- Madeleine Yi Yong-dog.

## Liste des bienheureux béatifiés en 2014
- Paul Yun Ji-chung
- Jacques Kwon Sang-yeon
- Pierre Wong Si-jang
- Paul Yun Yu-il
- Matthieu Choe In-gil
- Saba Ji Hwang
- Paul Yi Do-gi
- François Bang
- Laurent Pak Chwi-deuk
- Jacques Won Si-bo
- Pierre Jeong San-pil
- François Bae Gwan-gyeom
- Martin In Eon-min
- François Yi Bo-hyeon
- Pierre Jo Yong-sam
- Barbara Sim A-gi
- Jean Choe Chang-hyeon
- Augustin Jeong Yak-jong
- François Saverio Hong Gyo-man
- Thomas Choe Pil-gong
- Luc Hong Nak-min
- Marcelin Choe Chang-ju
- Martin Yi Jung-bae
- Jean Won Gyeong-do
- Jacques Yun Yu-o
- Barnabé Kim I-u
- Pierre Choe Pil-je
- Lucie Yun Un-hye
- Candide Jeong Bok-hye
- Thaddée Jeong In-hyeok
- Charles Jeong Cheol-sang
- Jacques Zhou Wen-mo
- Paul Yi Guk-seung
- Colombe Kang Wan-suk
- Suzanne Kang Gyeong-bok
- Matthieu Kim Hyeon-u
- Viviane Mun Yeong-in
- Juliane Kim Yeon-i
- Antoine Yi Hyeon
- Ignace Choe In-cheol
- Agathe Han Sin-ae
- Barbara Jeong Sun-mae
- Agathe Yun Jeom-hye
- André Kim Gwang-ok
- Pierre Kim Jeong-deuk
- Stanislas Han Jeong-heum
- Matthieu Choe Yeo-gyeom
- André Kim Cheon-ae
- François Kim Jong-gyo
- Philippe Hong Pil-ju
- Augustin Yu Hang-geom
- François Yun Ji-heon
- Jean Yu Jung-cheol
- Jean Yu Mun-seok
- Florent Hyeon Gye-heum
- François Kim Sa-jip
- Gervais Son Gyeong-yun
- Charles Yi Gyeong-do
- Simon Kim Gye-wan
- Barnabé Jeong Gwang-su
- Antoine Hong Ik-man
- Thomas Han Deok-un
- Simon Hwang Il-gwang
- Léon Hong In
- Sébastien Kwon Sang-mun
- Lutgarda Yi Sun-i
- Matthieu Yu Jung-seong
- Pie Kim Jin-hu
- Agathe Madeleine Kim Yun-deok
- Alexis Kim Si-u
- François Choe Bong-han
- Simon Kim Gang-i
- André Seo Seok-bong
- François Kim Hui-seong
- Barbara Ku Seong-yeol
- Anne Yi Si-im
- Pierre Ko Seong-dae
- Joseph Ko Seong-un
- André Kim Jong-han
- Jacques Kim Hwa-chun
- Pierre Jo Suk
- Thérèse Kwon Cheon-rye
- Paul Yi Gyeong-eon
- Paul Pak Gyeong-hwa
- Ambroise Kim Se-bak
- Richard An Gun-sim
- André Yi Jae-haeng
- André Pak Sa-ui
- André Kim Sa-geon
- Job Yi Il-eon
- Pierre Sin Tae-bo
- Pierre Yi Tae-gwon
- Paul Jeong Tae-bong
- Pierre Kim Dae-gwon
- Jean Choe Hae-seong
- Anastasie Kim Jo-i
- Barbara Sim Jo-i
- Anastasie Yi Bong-geum
- Brigitte Choe
- Protais Hong Jae-yeong
- Barbara Choe Jo-i
- Madeleine Yi Jo-i
- Jacques Oh Jong-rye
- Marie Yi Seong-rye
- Thomas Jang
- Thaddée Ku Han-seon
- Paul Oh Ban-ji
- Marc Sin Seok-bok
- Étienne Kim Won-jung
- Benoît Song
- Pierre Song
- Anne Yi
- Félix Pierre Kim Gi-ryang
- Matthieu Pak Sang-geun
- Antoine Jeong Chan-mun
- Jean Yi Jeong-sik
- Martin Yang Jae-hyeon
- Pierre Yi Yang-deung
- Luc Kim Jong-ryun
- Jacques Heo In-baek
- François Pak Gyeong-jin
- Marguerite Oh
- Victorin Pak Dae-sik
- Joseph Yun Bong-mun